# Antoine Schumann

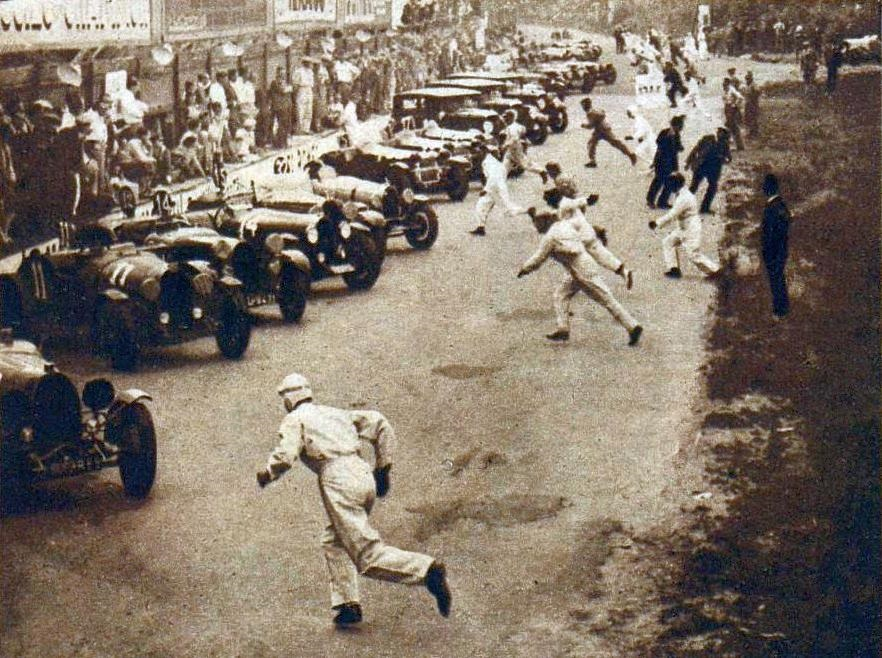
Start zum 24-Stunden-Rennen von Spa-Francorchamps 1930. Antoine Schumann (links vorne) läuft zu seinem Bugatti T43

Antoine Marc Philippe Jacques „Tony“ Saville Schumann (* 26. November 1905 in Paris; † 15. August 1956 ebenda) war ein französischer Flieger und Autorennfahrer, der seine Renneinsätze unter dem Pseudonym Nime bestritt.

## Familie und Zweiter Weltkrieg
Antoine Schumann war der Sohn von Robert Victor Guillaume Schumann (1869–1951) und dessen Ehefrau Alice Marie Schumann geb. Lehman (1875–1946). Er war der zweite der vier Ehemänner von Eliane Louis-Dreyfus (1906–1996), der älteren Schwester von Pierre Louis-Dreyfus. Das Paar war von 1929 bis 1938 verheiratet und hatte eine Tochter.
1940 erhielt er seine Pilotenlizenz und arbeitete als Navigator bei der in Kairo stationierten Compagnie de l’Air au Moyen-Orient. Ab 1943 diente er unter der Führung von François Dumont bei der Luftwaffe der Forces françaises libres. Das Kriegsende erlebte er im Rang eines Majors der Luftwaffe.

## Karriere als Rennfahrer
Antoine Schumann bestritt in den 1930er-Jahren Sportwagenrennen. In den meisten Fällen war sein Schwager Pierre Louis-Dreyfus sein Teamkollege, der durch eine Initiative von Schumann zum Rennsport kam. Beide starteten mehrmals bei den 24-Stunden-Rennen von Le Mans und Spa. Während ihnen in Le Mans eine Zielankunft verwehrt blieb, erreichten sie beim 24-Stunden-Rennen von Spa-Francorchamps 1930 im von Louis-Dreyfus gemeldeten Bugatti T43 den vierten Gesamtrang.

## Statistik

### Le-Mans-Ergebnisse
| Jahr | Team                 | Fahrzeug                 | Teamkollege          | Platzierung | Ausfallgrund     |
| ---- | -------------------- | ------------------------ | -------------------- | ----------- | ---------------- |
| 1931 | Antoine Schumann     | Bugatti Type 43          | Pierre Louis-Dreyfus | Ausfall     | Kraftübertragung |
| 1932 | Pierre Louis-Dreyfus | Alfa Romeo 8C 2300       | Pierre Louis-Dreyfus | Ausfall     | Unfall           |
| 1939 | Luigi Chinetti       | Talbot-Lago T26SS Figoni | Pierre Louis-Dreyfus | Ausfall     | Motorschaden     |